# 山东警察学院
山东警察学院，是一所位于山东省济南市的公安类普通本科高等院校，由山东省人民政府举办，山东省公安厅、山东省教育厅共管，以省公安厅为主。历史可追溯至1946年的山东警官学院，随后在1983年更名为山东公安专科学校，于2004年正式升生为本科院校，在原公安专校基础上整体化建制成立本科公安院校，山东警察学院是中国共产党建立的第一所警察学校。
学院拥有文化东路校区和章丘区明水校区，文东校区位于文化东路54号，为机关办公所在地和外警及干部培训基地。明水校区位于章丘区双山街道章莱大道2555号，培养普通本科学生。

## 历史沿革
- 1946年5月，创建山东警官学校（有称山东省警官学校），位于临沂城西梨杭村。
- 1948年9月，更名华东警官学校，迁至济南市府东大街79号。
- 1949年6月，改建山东省警察干部学校。
- 1950年4月，更名山东省公安干部学校。
- 1955年7月，更名山东省公安学校。
- 1958年12月，参与合组山东省政法学院（有称山东政法学院）。
- 1961年10月，分出，恢复山东省公安学校。
- 1968年4月，停办。
- 1976年4月，恢复。
- 1980年，更名山东省人民警察学校，并恢复山东省公安干部学校，合署办公。
- 1983年11月，合并组建山东公安专科学校。
- 2003年，济南石油化工经济学校并入，建为东校区（工业南路校区）。
- 2004年5月，升格山东警察学院，成为本科院校。
- 2014年9月，山东警察学院合并山东省经济管理干部学院，迁至章丘市双山街道明水校区，工业南路校区出售于山东济南市商贸学校。
- 2016年9月，取消专科专业，全面停止专科招生。

## 院系设置

### 教学机构
- 侦查系
- 治安系
- 刑事科学技术系
- 经济犯罪侦查系
- 交通管理工程系
- 警务信息系
- 专业基础教研部
- 公共基础教研部
- 外语教研部
- 法律教研部
- 马克思主义学院
- 实战技能教研部（警察特技训练中心）
- 干部培训部（外警培训部）[2]

### 专业设置
- 侦查学
- 治安学
- 刑事科学技术
- 经济犯罪侦查
- 交通管理工程
- 公安情报学
- 网络安全与执法[3]